# Alcher von Clairvaux
Alcher von Clairvaux war ein Zisterzienser-Mönch im Kloster Clairvaux aus dem 12. Jahrhundert.
Ihm werden zwei Werke zugeschrieben, dieser Umstand gilt aber nach Meinung einiger Geisteswissenschaftler als teilweise revidiert oder angezweifelt. Die Bücher seien demnach von einem anonymen Autor und Zeitgenossen Alchers verfasst worden. Thomas von Aquin erwähnt Alchers Buch De spiritu et anima in seiner Summa theologica. Mittlerweile wird es zu einer Textsammlung aus der Zeit um 1170 gerechnet und gilt als Quelle für mittelalterliche Sichtweisen der Selbstkontrolle.
Das zweite Buch, De diligendo Deo, ist ein frommes Werk und wird Alcher zugeschrieben. Auch beschäftigte er sich mit der Traumlehre des neuplatonischen Gelehrten Macrobius, das ein fünfteiliges Schema der Traumtypen vorsieht: oraculum, visio, somnium, insomnium und phantasma.